# Борисоглебский, Никита Аркадьевич
Ники́та Арка́дьевич Борисогле́бский (род. 30 августа 1985, Волгодонск, СССР) — российский скрипач, солист Московской филармонии, лауреат международных конкурсов. Представитель России на Конкурсе молодых музыкантов «Евровидение-2002». Заслуженный артист России (2018).

## Биография
Никита Борисоглебский родился 30 августа 1985 года в Волгодонске в семье химиков. Начал обучаться игре на музыкальных инструментах с 6 лет, сначала — на фортепиано, затем — на скрипке в Детской музыкальной школе № 1 им. Д. Д. Шостаковича.
В 10 лет выступил с Ростовским филармоническим оркестром, исполнив Концерт для скрипки Джованни Виотти № 22.
В 14 лет поступил в Московскую консерваторию в класс Эдуарда Грача и Татьяны Беркуль. Во время обучения в консерватории Борисоглебский неоднократно проходил курсы в летней школе «Кешет Эйлон» в Израиле, где, в частности, посещал мастер-классы Иды Гендель и Шломо Минца. Вскоре молодой скрипач стал музыкантом камерного оркестра «Московия», в составе которого впоследствии прошёл все ступени — от пульта в группе до концертмейстера.
В 2001 году Никита Борисоглебский стал артистом Московской филармонии. Спустя два года, в 18 лет, перешёл в статус солиста филармонии. В 2005 году Борисоглебский поступил в аспирантуру Московской консерватории и начал заниматься исследованием английской скрипичной музыки XIX—XX веков. За рубежом молодой российский исполнитель обучался у Огюстена Дюмэ в Колледже музыки им. королевы Елизаветы и у Анны Чумаченко в Кронбергской академии музыки. В Бельгии Никите предоставили скрипку работы Антонио Страдивари Il Piatti, что в дальнейшем позволило ему в полной мере раскрыть возможности своей исполнительской техники.
В 2002 году представлял Россию на в Конкурсе молодых музыкантов «Евровидение-2002», который проходил в Берлине (Германия). Скрипач не смог пройти в финал.
Сегодня Борисоглебский активно выступает в России и за рубежом, сознательно завершив, по его признанию, длительный этап карьеры, связанный с участием в крупных конкурсах.
С 2010 года Никиту Борисоглебского представляет международное агентство IMG Artists. С того же времени артист сотрудничает с франко-бельгийской звукозаписывающей компанией Outhere.
В 2010 году Борисоглебский представил программу под названием «Три Чайковских», исполнив концерты Петра Чайковского, Бориса Чайковского и Александра Чайковского.

## Награды
- Звание лауреата Всероссийского конкурса юных музыкантов «Новые имена», Москва (2000 год)
- Третья премия Конкурса скрипачей им. А. И. Ямпольского, Пенза (2002 год)
- Первая премия Конкурса скрипачей в Клостер-Шонталь (2003 год)
- Звание лауреата Конкурса скрипачей им. Йозефа Йоахима, Ганновер (2006 год)
- Первая премия Конкурса скрипачей им. Д. Ф. Ойстраха, Москва (2007 год)
- Вторая премия и пять специальных призов Конкурса им. П. И. Чайковского, Москва (2007 год)
- Пятая премия и приз за лучшее исполнение современной пьесы Конкурса им. королевы Елизаветы, Брюссель (2009 год)
- Звание «Скрипач года» от «Международного фонда Майи Плисецкой и Родиона Щедрина» (2009 год)
- Первая премия Конкурса им. Фрица Крейслера, Вена (2010 год)
- Первая премия Конкурса скрипачей им. Яна Сибелиуса, Хельсинки (2010 год)
- Третья премия Международного конкурса исполнителей, Монреаль (2010 год)
- «Персона года» по версии газеты «Музыкальное обозрение» (2010 год)
- Награда Virtuoso от итальянской Академии струнных инструментов и Общества Антонио Страдивари, Кремона (2011 год)
- Медаль Яна Сибелиуса от Фонда им. Яна Сибелиуса, Хельсинки (2011 год)
- Гран-при Monte Carlo Violin Masters, Монако (2013 год)
- Звание «Заслуженного артиста Российской Федерации» (2018)[5]

## Участие в жюри конкурсов
- Всероссийский музыкальный конкурс, Москва (2014)
- Международный конкурс скрипачей Владимира Спивакова, Уфа (2016 год)

## Творчество

### Репертуар
Репертуар Никиты Борисоглебского разнообразен. Музыкант исполняет произведения классиков: Баха, Вивальди, Моцарта, Бетховена, Мендельсона, Шумана, Шуберта, Элгар, Брамса и др. Среди представителей XX века, сочинения которых также входят в репертуар скрипача, — Бриттен, Шостакович, Прокофьев, Пендерецкий, Шнитке, Берио, Барток.
Исполнение своих работ доверяют солисту Родион Щедрин и Александр Чайковский. Современный композитор Кузьма Бодров написал для Борисоглебского четыре своих опуса: Концерт для скрипки с оркестром (2004 год), Каприс для скрипки с оркестром (2008 год), «Рейнскую» сонату для скрипки и фортепиано (2009 год), Концерт для скрипки и хора памяти Бориса Тевлина (2012 год).

### Концертная деятельность
Никита Борисоглебский регулярно даёт концерты в России и за рубежом. В числе фестивалей, в которых артист принимал участие, — Зальцбургский фестиваль, Летний фестиваль в Рейнгау, Les Sons Intensifs (Лессин), PagArt (Паг), Фестиваль памяти Олега Кагана (Кройт), Concertando (Рим), Фестиваль в Ментоне, Фестиваль камерной музыки в Живерни, Фестиваль им. Людвига ван Бетховена (Бонн), Летний фестиваль в Дубровнике, «Декабрьские вечера Святослава Рихтера» (Москва), «Звезды белых ночей» (Санкт-Петербург), «Музыка Земли» (Санкт-Петербург), «Площадь искусств» (Санкт-Петербург), Crescendo (Псков), «Кремль музыкальный» (Москва), La Folle Journée (Екатеринбург).

### Сотрудничество с оркестрами и дирижёрами
Никита Борисоглебский выступает с ведущими творческими коллективами, в числе которых Большой симфонический оркестр им. П. И. Чайковского, Симфонический оркестр Мариинского театра, ГАСО России имени Е. Ф. Светланова, Национальный филармонический оркестр России, Симфонический оркестр Финского радио, Хельсинкский филармонический оркестр, Дуйсбургский филаронический оркестр, Монреальский симфонический оркестр, Филармонический оркестр Монте-Карло, Оркестр Венского радио, Пекинский симфонический оркестр, Sinfonia Varsovia, Осакский филармонический оркестр, Национальный оркестр Бельгии, Симфонический оркестр Сан-Паулу, Симфонический оркестр Лахти, Гётеборгский симфонический оркестр, Симфонический оркестр Борнмута, Национальный оркестр Китая, Лондонский камерный оркестр, Краковский филармонический оркестр, Окландский филармонический оркестр, Кейптаунский филармонический оркестр, Pomeriggi Musicali (Милан), Симфонический оркестр Мюлуза, Симфонический оркестр Республики Татарстан, Филармонический оркестр Загреба, Новосибирский симфонический оркестр, Национальный оркестр Хорватии , Уральский молодёжный симфонический оркестр (Екатеринбург).
Борисоглебский сотрудничает с выдающимися дирижёрами: Валерием Гергиевым, Владимиром Федосеевым, Кшиштофом Пендерецким, Юрием Башметом, Габором Такач-Надем, Юрием Симоновым, Александром Ведерниковым, Михаилом Юровским, Ханну Линту, Валентином Урюпиным, Дмитрием Лиссом, Эри Класом, Конрадом ван Альфеном, Жильбером Варгой, Сакари Орамо, Окко Каму, Давидом Афхамом, Йоном Стодгардсом, Джордано Беллинкампи, Лионелем Брингье и др.

### Камерное музицирование
Партнёрами Борисоглебского по камерному музицированию становились Родион Щедрин, Гидон Кремер, Андраш Шифф, Наталья Гутман, Давид Герингас, Юрий Башмет, Борис Березовский, Александр Князев, Ловро Погорелич, Александр Рудин, Дженг Ванг, Вячеслав Новиков, Огюстен Дюмэ, Александр Гиндин.
В 2014 году Никита Борисоглебский вместе с пятью музыкантами из разных стран: Солен Паидасси, Даной Земцов, Дэвидом Коэном, Андреасом Херингом, Усией Мартинес Ботаной — создали Rubik Ensemble. По замыслу участников, шесть граней и цветов знаменитой головоломки Эрнё Рубика, отражают уникальность каждого участника и тех комбинаций, которые они могут формировать вместе.

### Отзывы прессы
«Никита Борисоглебский отличается глубиной музыкального мышления, безупречной техникой и редким сочетанием элегантности, естественности и бескомпромиссной строгости исполнения».
La Libre Belgique, 2009
«Все, что необходимо для исполнения романтического концерта, было сотворено из-под его летающих пальцев: это — вдохновенность, легкость и непревзойденная музыкальность. Публика полюбила его раз и навсегда».
Nottinghem Post, 2011
«Перевернуть ожидания слушателей с ног на голову удалось гениальному российскому скрипачу Никите Борисоглебскому… Он безупречно исполнил три части преображённого концерта как три образа… Впрочем, неимоверно популярный у скрипачей концерт заслужил солиста такого уровня». 
 Коммерсант-Украина, 2005

### Дискография
| Название                                                     | Музыканты                                                                              | Лейбл       | Год  | Формат |
| ------------------------------------------------------------ | -------------------------------------------------------------------------------------- | ----------- | ---- | ------ |
| Kuzma Bodrov: Caprice for Violin and Orchestra               | Никита Борисоглебский, Большой симфонический оркестр Санкт-Петербургской консерватории | DW podcast  | 2008 | MP3    |
| Henri Vieuxtemps: Complete Violin Concertos                  | Никита Борисоглебский, Королевский филармонический оркестр Лиежа                       | Fuga Libera | 2011 | CD     |
| Edouard Lalo: Symphonie espagnole, Sonate, Arlequin, Guitare | Никита Борисоглебский, Огюстен Дюмэ, Жан-Филипп Коллар, Simfonia Varsovia              | Fuga Libera | 2013 | CD     |